# 林格莱
林格莱是德国巴伐利亚州的一个市镇。总面积16.38平方公里，总人口2046人，其中男性1012人，女性1034人（2011年12月31日），人口密度125人/平方公里。